# 31-й меридіан західної довготи
31-й меридіан західної довготи — лінія довготи, що лежить на 31 градус західніше Гринвіцького меридіана. Вона проходить від Північного полюса через Північний Льодовитий океан, Гренландію, Атлантичний океан, Південний океан та Антарктиду до Південного полюса.
31-й меридіан західної довготи формує велике коло разом із 149-тим меридіаном східної довготи.

## Список географічних об'єктів, що перетинає 31° зх. д.
Починаючи на Північному полюсі та рухаючись до Південного полюса, 31-й меридіан західної довготи проходить через:
| Координати                                                 | Країна, територія або море | Примітки |  |
| ---------------------------------------------------------- | -------------------------- | --- |  |
| 90°0′ пн. ш. 31°0′ зх. д. / 90.000° пн. ш. 31.000° зх. д.  | Північний Льодовитий океан | |  |
| 83°34′ пн. ш. 31°0′ зх. д. / 83.567° пн. ш. 31.000° зх. д. | Гренландія                 | Проходить через Землю Пірі                                                                                             |  |
| 83°6′ пн. ш. 31°0′ зх. д. / 83.100° пн. ш. 31.000° зх. д.  | Фьорд Фредеріка Хайда[en]  | |  |
| 82°45′ пн. ш. 31°0′ зх. д. / 82.750° пн. ш. 31.000° зх. д. | Гренландія                 | Проходить через Землю Пірі                                                                                             |  |
| 82°0′ пн. ш. 31°0′ зх. д. / 82.000° пн. ш. 31.000° зх. д.  | Фьорд Індепенденс          | |  |
| 81°50′ пн. ш. 31°0′ зх. д. / 81.833° пн. ш. 31.000° зх. д. | Гренландія                 | Проходить через Землю Крістенсена                                                                                      |  |
| 68°3′ пн. ш. 31°0′ зх. д. / 68.050° пн. ш. 31.000° зх. д.  | Атлантичний океан          | Проходить східніше острова Корву, Португалія Проходить східніше острова Флореш, Португалія                             |  |
| 60°0′ пд. ш. 31°0′ зх. д. / 60.000° пд. ш. 31.000° зх. д.  | Південний океан            | |  |
| 76°51′ пд. ш. 31°0′ зх. д. / 76.850° пд. ш. 31.000° зх. д. | Антарктида                 | Проходить через Аргентинську Антарктиду та Британську Антарктичну Територію (претендують Аргентина та Велика Британія) |  |